# Roboz Imre-díj
Roboz Imre-díj vagy más néven Roboz Imre Művészeti Emlékdíj, amelyet bármely művészeti dolgozó elnyerhet, aki a színpadi teljesítményén túl egyéb, társadalmi szerepvállalásaival is erősíti a Vígszínház jó hírét.
A díjat 1991-ben, Roboz Zsuzsi festőművész hozta létre, apja Roboz Imre, a Vígszínház egykori igazgatója tiszteletére.

## Díjazottak
- 1991 – Horvai István
- 1992 – Lázár Egon
- 1993 – Kapás Dezső
- 1994 – Marton László, Alföldi Róbert
- 1995 – Pyszny Benedyktné
- 1996 – Radnóti Zsuzsa, Földes Gáborné
- 1997 – Hódi Kati
- 1998 – Móray Ernő
- 1999 – Sasvári Eta
- 2000 – Várnai Péter
- 2001 – Bakacsi Alice[1]
- 2002 – Várnai Péter
- 2003 – Vörösné Ackermann Éva
- 2004 – Kútvölgyi Erzsébet
- 2005 – Gombár Andrásné
- 2006 – Laki Györgyné
- 2007 – Börcsök Enikő
- 2008 – Hegedűs D. Géza
- 2009 – Igó Éva
- 2010 – Rajhona Ádám
- 2011 – Eszenyi Enikő
- 2012 – Fesztbaum Béla
- 2013 – Csőre Gábor
- 2014 – Halász Judit
- 2015 – Lukács Sándor
- 2016 – Kútvölgyi Erzsébet
- 2017 – Fesztbaum Béla
- 2018 – Vecsei Miklós[2]
- 2019 – ifj. Vidnyánszky Attila[3]
- 2020 – Venczel Vera
- 2021 – Rudolf Péter[4]
- 2022 – Igó Éva[5]
- 2023 – Presser Gábor[6]
- 2024 – Kovács Krisztina[7]
- 2025 – Kovács Adrián, Mester Dávid[8]